# Uccisione di animali

L'uccisione di animali, in diritto penale, è il reato previsto dall'art. 544-bis del codice penale ai sensi del quale: 
Le circostanze afferenti al caso di necessità contemplano tutti gli espletamenti dei bisogni fisiologici e spirituali. È quindi consentita l'uccisione a fini alimentari e rituali.»

## Elementi

### Oggetto
L'oggetto tutelato dall'ordinamento e proprio del reato in questione, è il sentimento verso gli animali, ovvero la sensibilità degli esseri umani nei confronti degli animali.
Il nuovo testo, introdotto dalla Legge 20 luglio 2004, n. 189 e successivamente aggiornato dalla Legge 4 novembre 2010, n. 201, supera la distinzione tra uccisione di animali altrui (precedentemente punita dall'art. 638 del Codice penale) e maltrattamento e uccisione di animale proprio o res nullius (precedentemente punito dall'art. 727 del Codice Penale, la cui formulazione è stata radicalmente modificata).

### Azione
L'azione esecutiva che costituisce il reato può essere integrata da tutte quelle fattispecie comportamentali che cagionano la morte di un animale. Tale condotta può essere costituita sia da un'azione sia da un'omissione. Ininfluente, al fine della rilevanza penale dell'atto, il mezzo impiegato per cagionare il decesso.

### Elemento soggettivo
L'uccisione dell'animale deve avvenire, come nel caso del delitto di maltrattamento di animali, per dolo, anche eventuale.

## Approfondimenti

### Ratio della norma
La ratio della norma va individuata nell'esigenza «di tutelare l'esistenza in vita di qualsiasi animale domestico, selvatico o addomesticato, ponendolo al riparo da atti di crudeltà o non necessari».

### Concetto di crudeltà
Al fine di addivenire ad una puntuale definizione di "crudeltà" è bene riferirsi a quanto stabilito in merito dalla Suprema Corte: «la crudeltà è di per sé caratterizzata dalla spinta di un motivo abietto o futile. Rientrano nella fattispecie le condotte che si rivelino espressione di particolare compiacimento o di insensibilità», con «atti concreti di crudeltà, ossia l'inflizione di gravi sofferenze fisiche senza giustificato motivo».

### Concetto di assenza di necessità
Con riferimento alla definizione del concetto di "assenza di necessità", va detto che esso va valutato non solo alla luce di quanto disposto dagli artt. 52 e 54 del Codice Penale (che si riferiscono, rispettivamente, alla legittima difesa e allo stato di necessità) ma – anche in questo caso – alla luce di una massima della Corte di cassazione: il concetto di necessità identifica «ogni altra situazione che induce all'uccisione o al danneggiamento dell'animale per evitare un pericolo imminente o un danno giuridicamente apprezzabile». Questo passaggio rende quindi legittima l'uccisione di animali considerati infestanti o pericolosi per la salute e le infrastrutture pubbliche (si pensi a topi, ratti, zanzare, scarafaggi, pulci, talpe o comunque a diversi tipi di insetti o altri animali in grado di trasportare o provocare malattie, o comunque danneggiare alimenti, colture, cavi elettrici o altro).

### Uccisione di animali a seguito di maltrattamento
L'ipotesi di uccisione di animali a seguito di maltrattamento è sanzionata quale reato preterintenzionale: maltrattamento di animali con l'aggravante di aver cagionato la morte dell'animale, dovendosi applicare la regola di cui all'art. 83, comma 1, del Codice Penale.

### Uccisione di animale ad opera di altro animale
Non rientra nell'ipotesi di questo reato l'uccisione di un animale ad opera di un altro animale sfuggito al custode, trattandosi di evento colposo, che può generare solo una forma di responsabilità civile (art. 2052 del Codice Civile) come danno cagionato dall'animale di proprietà.

## Testi normativi
- Codice penale - Libro II - Titolo IXbis
- Legge 20 luglio 2004, n. 189 - Disposizioni concernenti il divieto di maltrattamento degli animali, nonché di impiego degli stessi in combattimenti clandestini o competizioni non autorizzate